# Chancy
Chancy là một đô thị of the bang Genève, Thụy Sĩ. Điểm cực tây của Thụy Sĩ nằm ở Chancy. Diện tích của Chancy là 5,37 km2.